# Schönenberg-Kübelberg

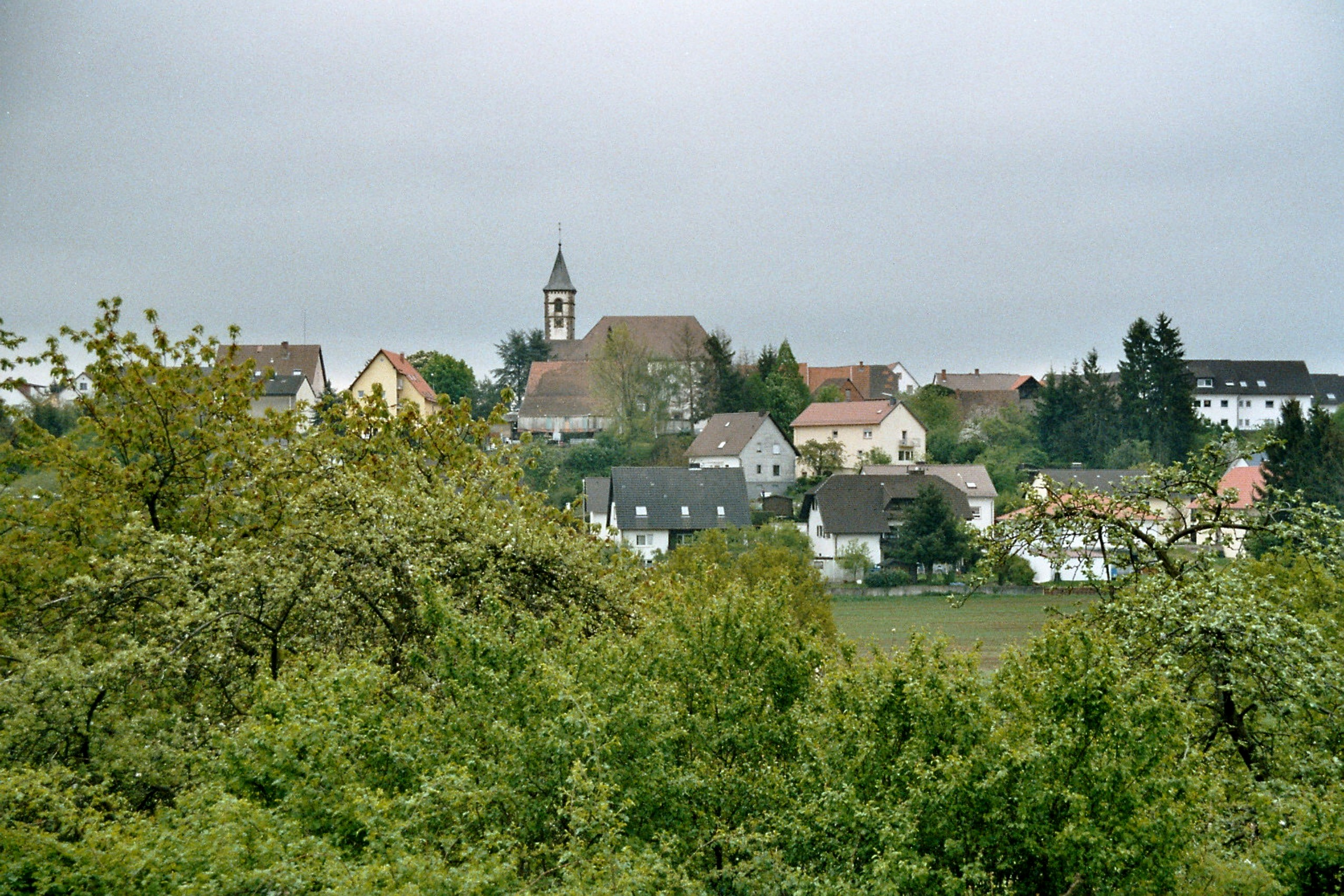
Schönenberg-Kübelberg

Schönenberg-Kübelberg ist nach der Einwohnerzahl die größte Ortsgemeinde im Landkreis Kusel in Rheinland-Pfalz. Schönenberg-Kübelberg ist der Verwaltungssitz der Verbandsgemeinde Oberes Glantal, der es auch angehört. Die inzwischen zusammengewachsene Ortsmitte bildet einen wirtschaftlichen und verkehrlichen Schwerpunkt im Süden des Landkreises Kusel. Die Ortsgemeinde ist gemäß Landesplanung als Grundzentrum ausgewiesen.

## Geographie
Der Ort liegt in der Westpfalz nahe an der Grenze zum Saarland etwa 12 km nördlich von Homburg. Im Norden befinden sich unmittelbar angrenzend die Orte Brücken, Dittweiler und Gries, im Osten Bruchmühlbach-Miesau, im Süden Waldmohr und westlich liegt Dunzweiler. Folgende Großstädte sind schnell erreichbar: das Oberzentrum Kaiserslautern und die saarländische Landeshauptstadt Saarbrücken.

## Geschichte
Im Ortsteil Kübelberg befand sich eine mittelalterliche Turmhügelburg, die Burg Kübelberg.
Die heutige Ortsgemeinde Schönenberg-Kübelberg wurde am 7. Juni 1969 im Rahmen der ersten rheinland-pfälzischen Verwaltungsreform aus den bis dahin eigenständigen Gemeinden Kübelberg,
Sand, Schmittweiler und Schönenberg neu gebildet.

### Einwohnerstatistik
Die Entwicklung der Einwohnerzahl bezogen auf das Gebiet der heutigen Gemeinde Schönenberg-Kübelberg; die Werte von 1871 bis 1987 beruhen auf Volkszählungen:
| Jahr | Einwohner |
| 1815 | 1193      |
| 1835 | 1774      |
| 1871 | 1778      |
| 1905 | 2306      |
| 1939 | 3313      |
| 1950 | 3787      |
| 1961 | 4416      |
| 1970 | 4708      |

| Jahr | Einwohner |
| 1987 | 4765      |
| 1997 | 5484      |
| 2005 | 5775      |
| 2010 | 5632      |
| 2015 | 5543      |
| 2023 | 5707      |

### Konfessionsstatistik
Mit Stand Januar 2017 waren 37,0 % der Einwohner katholisch 33,8 % evangelisch und die übrige 29,2 % gehörten einer anderen Glaubensgemeinschaft an oder waren konfessionslos.  Die Zahl der Katholiken und Protestanten ist seitdem gesunken. Ende Mai 2025 hatten 29,0 % der Einwohner die katholische Konfession und 26,9 % die evangelische. 44,1  % gehörten entweder einer anderen Glaubensgemeinschaft an oder waren konfessionslos.

## Politik

### Gemeinderat
Der Gemeinderat in Schönenberg-Kübelberg besteht aus 22 Ratsmitgliedern, die bei der Kommunalwahl am 9. Juni 2024 in einer personalisierten Verhältniswahl gewählt wurden, und dem ehrenamtlichen Ortsbürgermeister als Vorsitzendem.
Die Sitzverteilung im Gemeinderat:
| Wahl | SPD | CDU | Grüne | WG | Gesamt   |
| ---- | --- | --- | ----- | -- | -------- |
| 2024 | 07  | 12  | –     | 3  | 22 Sitze |
| 2019 | 10  | 10  | –     | 2  | 22 Sitze |
| 2014 | 09  | 12  | –     | 1  | 22 Sitze |
| 2009 | 07  | 12  | 1     | 2  | 22 Sitze |
| 2004 | 07  | 12  | –     | 3  | 22 Sitze |

### Bürgermeister
Thomas Wolf (CDU) wurde am 22. August 2019 Ortsbürgermeister von Schönenberg-Kübelberg. Bei der Direktwahl am 26. Mai 2019 war er mit einem Stimmenanteil von 50,21 % für fünf Jahre gewählt worden. Bei der Direktwahl am 9. Juni 2024 setzte er sich mit einem Stimmenanteil von 69,1 % gegen einen Mitbewerber durch und wurde somit für weitere fünf Jahre im Amt bestätigt.
Wolfs Vorgänger Josef Weis (CDU) hatte das Amt 15 Jahre ausgeübt, war aber 2019 nicht erneut angetreten.

## Wirtschaft und Verkehr

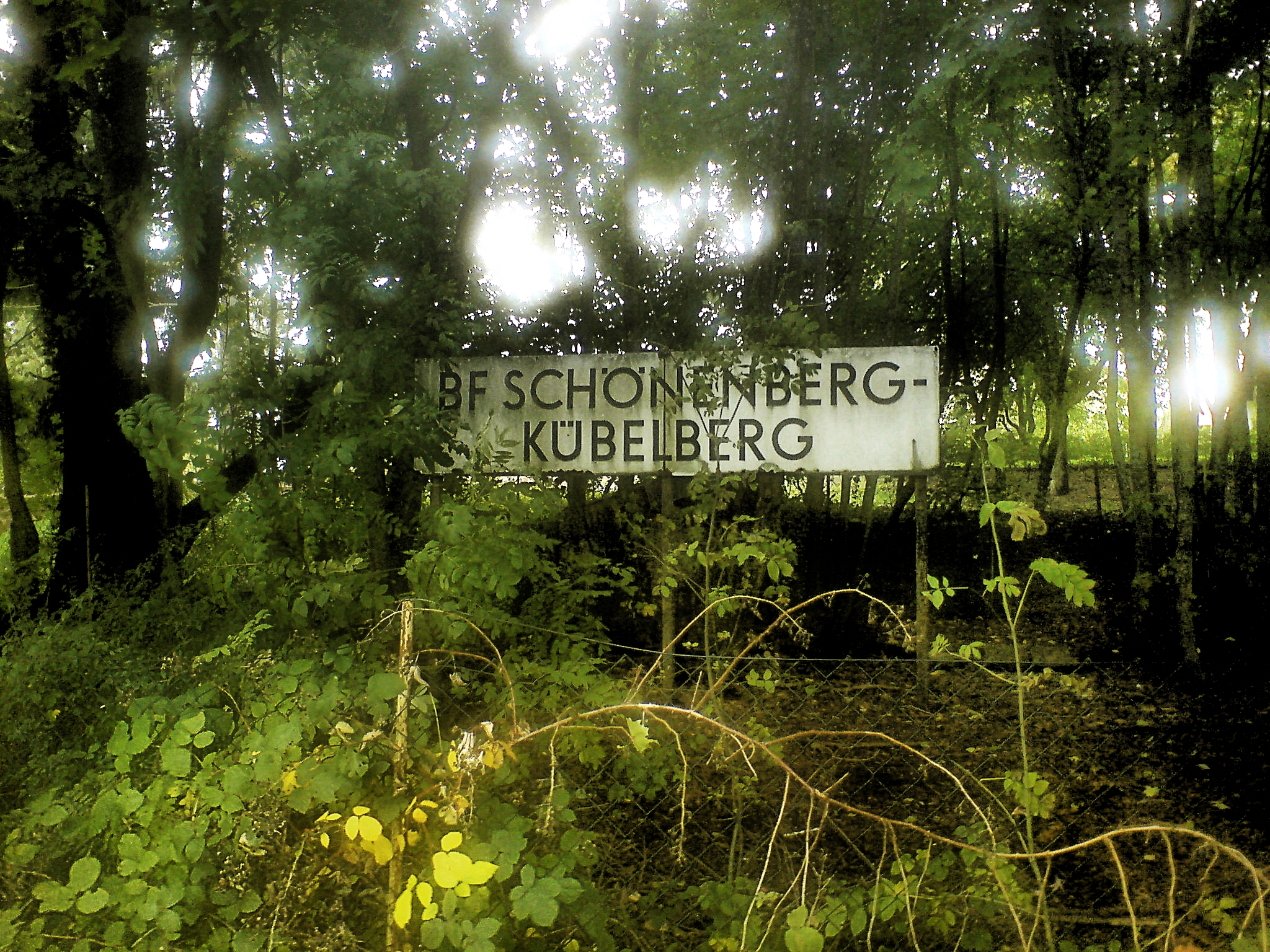
Das Stationsschild des ehemaligen Bahnhofs

Schönenberg-Kübelberg ist aufgrund seiner zentralen Lage im Südkreis Kusel zu einem Nahversorgungs- und Dienstleistungszentrum herangewachsen. Es gibt mehrere Einkaufsmärkte und Discounter sowie zahlreiche Fachgeschäfte des haus- und handwerksbezogenen Bedarfs, einige Automobilhändler mit Kfz-Werkstätten, einen großen Kfz-Abwrack- und -verwerterbetrieb, Handwerksbetriebe für Bau- und Haustechnik, ein Bauunternehmen, einen Baustoffgroßhandelsbetrieb sowie Rechtsanwälte, Ärzte und Bankfilialen.
Schönenberg-Kübelberg ist über die Bundesstraße 423 (Mandelbachtal – Altenglan) an den überregionalen Straßenverkehr angebunden. Etwa fünf Kilometer südlich verläuft die Bundesautobahn 6 (AS Waldmohr), rund 13 km nordöstlich die A 62 (AS Kusel).
Der ehemalige Bahnhof der stillgelegten Glantalbahn im Ort ist aufgegeben. In Homburg und im noch näher gelegenen Bruchmühlbach-Miesau gibt es Bahnhöfe der Bahnstrecke Mannheim–Saarbrücken. Der öffentliche Personenverkehr wird mit zahlreichen Omnibusverbindungen in nahezu alle Richtungen gewährleistet.

## Vereine
- ASV Westrich Angelverein
- Jugendfeuerwehr Schönenberg-Kübelberg
- Pfarrkapelle Kübelberg e. V.
- Schützenbruderschaft e. V.
- Sportverein Sand e. V.
- TTC Sand Tischtennisverein
- TuS 1890 Schönenberg e. V.

## Persönlichkeiten

### Söhne und Töchter der Gemeinde
- Theo Carlen (1928–1984), Politiker (CDU)
- Otto Rubly (* 1957), Politiker (CDU)
- Angelos Stavridis (* 2003), Fußballspieler[12]
- Alois Metzger (1889–1981), Kunstmaler. Seine Heimatgemeinde erinnert im Kulturhaus Kübelberg mit einer Ausstellung an sein im Zeitraum eines Dreiviertel-Jahrhunderts entstandenes Werk, das sich auf pfälzische Motive konzentrierte.[13][14]
- Patrick Metzger (* 1979), Schlagzeuger

### Mit Schönenberg-Kübelberg verbunden
- Sina Mayer (* 1995), Sportlerin